# Tewle (gmina)
Tewle – dawna gmina wiejska istniejąca w latach 1928–1939 w woj. poleskim II Rzeczypospolitej (obecnie na Białorusi). Siedzibą władz gminy była wieś Tewle.
Gmina Tewle powstała 18 kwietnia 1928 roku w powiecie kobryńskim w woj. poleskim z części zniesionych gmin Pruska, Stryhowo i Matjasy oraz z części (nie zniesionej) gminy Podolesie.
Po wojnie obszar gminy Tewle wszedł w struktury administracyjne Związku Radzieckiego.